# Nikita Mikhalkov
Nikita Sergejevitj Mikhalkov (russisk: Никита Сергеевич Михалков, født 21. oktober 1945 i Moskva, Sovjetunionen) er en sovjetisk og russisk skuespiller, filminstruktør og formand for den russiske filmfolksforening.
Mikhalkovs film har modtaget flere internationale priser. Urga - kærlighedens tegn fra 1991 vandt Guldløven ved filmfestivalen i Venedig og blev nomineret til en Oscar for bedste fremmedsprogede film, Brændt af solen (1994) modtog en Grand Prix ved Filmfestivalen i Cannes og en Oscar, og 12 (2007) blev nomineret til en Oscar for bedste fremmedsprogede film. Han modtog i 2007 ved Filmfestivalen en Specialpris for sit bidrag til film og filmindustrien.

## Opvækst
Mikhalkov blev født i Moskva i en adelig familie. Oldefaren var den kejserlig guvernør i Jaroslavl, og faren, Sergej Mikhalkov, var kendt forfatter af børnelitteratur og forfatter af Sovjetunionens statshymne. Mikhalkovs mor, digteren Natalja Kontjalovskaja, var datter af avantgarde-kunstneren Pjotr Kontjalovskij og barnebarn af en anden maler, Vasilij Surikov. Nikitas ældre bror er filmskaberen Andrej Kontjalovskij, primært kendt for sit samarbejde med Andrej Tarkovskij og hans egne Hollywood actionfilm, såsom Runaway Train og Tango & Cash.

## Filmkarriere
Mikhalkov Gik på børneskuespilerskolen under Moskva kunstnerteater og senere på Sjtjukin-skolen under Vakhtangovteatret. Mens han gik på skolen medvirkede han i Georgij Danelijas film Romance i Moskva (1964) og i en række andre skuespillerroller.
Samtidig med med skuespillet begyndte Mikhalkov at studere på filmskolen VGIK i Moskva under instruktøren Mikhail Romm, der tillige havde undervist Mikhalkovs bror og Andrej Tarkovskij. Han var instruktør på en række kortfilm, inden han i 1974 som 28-årig fik udgivet sin første spillefilm som instruktør, den "røde western" Ven blandt fjender. Han fik international anerkendelse for sin anden film Kærlighedens slaver (1976), der handlede om et filmhold, der i 1917 forsøger at indspille en stumfilm på et feriested, mens Oktoberrevolutionen udspiller sig. Filmen blev i 1977 fulgt op af Ufuldendt stykke for mekanisk klaver, en filmatisering af Anton Tjekhovs skuespil Platonov. Filmen vandt førsteprisen ved filmfestivalen i San Sebastian.
Samtidig med at Mikhalkov spillede hovedrollen i brorens episke film Sangen om Sibirien (1979), instruerede han Pjat vetjerov (da.: Fem nætter), en kærlighedshistorie om et par, der adskilles af anden verdenskrig og som genforenes efter 18 år. Mikhalkov instruerede i denne periode en række film, herunder den prisvindende Bez svidetelej (da.: Uden vidner) (1983) og medvirkede tillige som skuespiller i flere sovjetiske produktioner, herunder i in Eldar Rjazanovs populære romantiske komedie- og melodramer Vokzal dlja dvoikh (da.: Station for to) (1982) og Zjestokij romans (En grusom romance) (1984).
Han fik gennembrud i vesten med den russisk-italienske Sorte øjne (1987), også bygget på Tjekhov og med Marcello Mastroianni i hovedrollen. Mastroianni fik for sin præstation i filmen prisen for bedste mandlige skuespiller ved Filmfestivalen i Cannes i 1987 og blev ligeledes nomineret til en Oscar for præstationen. Mikhalkovs næste film, Urga - kærlighedens tegn, fra 1991 modtog Guldløven ved Filmfestivalen i Venedig og blev nomineret til en Oscar for bedste fremmedsprogede film. Med eksperimentalfilmen Anna: ot 6 do 18 fra 1993 beskrev han gennem optagelser af sin datter Anna Sovjetunionens udvikling fra 1980 til kollapset i 1991 og de første turbulente år i det nye Rusland.
Mikhalkovs mest kendte produktion er Brændt af solen (1993), der beskriver den paranoide atmosfære i Sovjetunionen under Stalins udrensninger i 1930'erne. Filmen vandt Grand Prix ved Filmfestivalen i Cannes i 1994 og en Oscar for bedste fremmedsprogede film og flere andre priser.
Han var i 1996 formand for juryen ved Filmfestivalen i Berlin.
Efter successen med Brændt af Solen skrev og instruerede Mikhalkov den stort anlagte Sibirskij tsirjulnik (da.: Barberen fra Sibirien (1998). Filmen blev vist uden for konkurrence ved Cannes Film Festival i 1999 og havde Julia Ormond og Oleg Mensjikov i hovedrollerne, ligesom Mikhalkov selv spillede filmens rolle som zar Aleksandr 3. af Rusland. Filmen modtog Den Russiske Føderations Statspris. Mikhalkov blev kort efter valgt som formand for Den russiske filmfolksforening og har siden 2000 været leder af Filmfestivalen i Moskva.
Mikhalkovs genindspilning af Sidney Lumets retsdrama 12 Angry Men, udgivet som 12 vandt Guldløven ved Filmfestivalen i Venedig i 2007 og blev nomineret til en Oscar. Filmen Exodus - Brændt af Solen 2 blev præsenteret på Filmfestivalen i Cannes i 2010 og deltog ved Oscaruddelingen året efter, men vandt ingen priser.

## Privatliv
Mikhalkovs blev gift første gang i 1967 med skuespilleren Anastasija Vertinskaja, som han fik sønnem Stepan med. Han blev gift anden gang med Tatjana; parret har fået børnene Anna (1974), Artyom (1975) og Nadja (1986).

### Politisk aktivitet
Mikhalkov er aktivt involveret i russisk politik og er kendt for sine nationalistiske og pro-slaviske synspunkter. Han har været fortaler for Ivan Iljins ideer om et post-Sovjetisk Rusland og har skrevet flere artikler om Iljin og vr blandt initiativtagerne til at flytte Iljins rester fra begravelsesstedet i Schweiz til Donskojklosteret i Moskva.
Han har offentligt støttet ultranationalistiske politikere i Serbien.
Mikhalkov har beskrevet sig som en monarkist og er en fast støtte for den russiske præsident Vladimir Putin.
Mikhalkovs enerådige ledelse af den russiske filmfolkforening er blevet kritiseret af en række fremtrædende russiske filmfolk, der i 2010 opfordrede til, at der blev dannet en ny konkurrerende forening.
Mikhalkov blev i 2015 udelukket fra indrejse i Ukraine som følge af hans støtte til Ruslands annektering af Krim. I februar 2022 støttede han offentligt Ruslands invasion af Ukraine og blev i december 2022 under givet sanktioner fra EU.

## Filmografi i udvalg

### Som instruktør
- Ven blandt fjender (1974)
- Kærlighedens slaver (1976)
- Ufuldendt stykke for mekanisk klaver (1977)
- Pjat vetjerov (da.: Fem nætter) (1978)
- Oblomov - Verdens mest dovne mand (1980)
- Rodnja (da.: Familie) (1981)
- Bez svidetelej (da.: Uden vidner) (1983)
- Sorte øjne (1987)
- Urga - kærlighedens tegn (1992)
- Anna: ot 6 do 18 (da.: Anna: fra 6 til 18) (1993)
- Brændt af solen (1994)
- Sibirskij tsirjulnik (da.: Barberen fra Sibirien, 1998)
- 12 (2007)
- Exodus - Brændt af Solen 2 (2010)
- Citadel - Brændt af Solen 3 (2011) - instrueret selv
- Solnetjnyj udar (da.: Solstråle) (2014)[24]

### Som skuespiller – (med instruktør)
- Tutji nad Borskom (da.: Skyer over Borsk) (1960) - Vasilij Ordynskij)
- Prikljutjenija Krosja (da.: Kroshs eventyr) (1961) – Genrikh Oganesjan
- Romance i Moskva (1964) – Georgij Danelija
- En adelig rede (1965) – Andrej Kontjalovskij
- God kak zjizn (da.: Et år er som et helt liv) (1966) - Grigorij Rosjal
- De røde og de hvide (1967) - Miklós Jancsó
- En adelig rede (1969) - Andrej Kontjalovskij
- Det røde telt (1969) – Mikhail Kalatozov
- Stantsionnyj smotritel (da.: Stationsmesteren) (1972) – Sergej Solovjov
- Ven blandt fjender (1974) – instrueret selv
- Kærlighedens slaver (1976) – instrueret selv
- Ufuldendt stykke for mekanisk klaver (1977) – instrueret selv
- Sangen om Sibirien (1978) – Andrej Kontjalovskij
- Prikljutjenija Sjerloka Kholmsa i doktora Vatsona: Sobaka Baskervilej (da.: Sherlock Holmes' og Doctor Watsons eventyr: Baskerviles hund (1981) – Igor Maslennikov
- Portret zjeny khudozjnika (da.. Portræt af kunstnerens hustru) (1982) – Aleksandr Pankratov
- Station for to (1983) – Eldar Rjazanov
- Poljoty vo sne i najavu (da.: Flyvninger i drøm og virkelighed) (1983) - Roman Balajan
- Zjestokij romans  (da.: En grum romance, 1984) – Eldar Rjazanov
- Unizjennyje i oskorbljonnyje (da.: Ydmyget og fornærmet) (1991) Andrej Andrejevitj Esjpaj
- Brændt af solen (1994) – instrueret selv
- Revisoren (1996) – Sergej Gazarov
- Sibirskij tsirjulnik (da.: Barberen fra Sibirien, 1998) – instrueret selv
- Statskij sovetnik (2005) – Filipp Jankovskij
- Zjmurki (2005) – Aleksej Balabanov
- Persona Non Grata (2005) – Krzysztof Zanussi
- Mne ne bolno (da: Det går mig ikke ondt) (2006) - Aleksej Balabanov
- 12 (2007) – instrueret selv
- Exodus - Brændt af Solen 2 (2010) - instrueret selv
- Citadel - Brændt af Solen 3 (2011) - instrueret selv

### Som manuskriptforfatter og/eller producent
- Moj ljubimyj kloun  (da.: Min elskede klovn) (1986) - som manuskriptforfatter
- 1612 (2007) - som producer
- Exodus - Brændt af Solen 2 (2010) - som producer og instruktør
- Legenda No. 17 (2013) - som producer
- Poddubnyj (2014) - som producer
- Solnetjnyj udar (da.: Solstråle) (2014) - som manuskriptforfatter og instruktør
- Ekipazj  (da.: Besætningen) (2016) - som producent
- Dvizjenije vverkh (da.: ~ Vertikal bevægelse) (2017) - som producent
- T-34 (2018) - som producent
- Trener (da.: Træneren) (2018) - som producent
- Serebryanyje konki (da.: Sølvskøjter) (2020) - som producent
- Ogon (da.: Brand) (2020) - som producer
- Para iz budusjjego (da.: Et par fra fremtiden) (2021) - som producer
- Tjempion mira (da.: Verdensmester) (2021) - som producer